# Anton Drexler
Anton Drexler (n. 13 iunie 1884, München, Imperiul German – d. 24 februarie 1942, München, Germania Nazistă) a fost un lider politic de dreapta al Germaniei din anii 1920, care a fondat Partidul Muncitoresc German (DAP) pangermanist și antisemit, precursorul partidului nazist (NSDAP). Drexler a fost mentorul succesorului său în NSDAP, Adolf Hitler, în primii săi ani în politică.

## Începutul vieții
Drexler, născut în München, a fost un mecanic de mașini înainte de a deveni un muncitor feroviar și lăcătuș în Berlin. Se crede că a fost dezamăgit de venitul său și că a cântat în restaurante la țiteră pentru a-și completa câștigurile. Drexler nu a servit în forțele armate în timpul primului război mondial din cauză că a fost considerat inapt.